# Curral das Freiras
Curral des Freiras es una freguesia portuguesa del municipio de Câmara de Lobos, Madeira.

## Localización y datos básicos
Está a una altitud de 640 m, y con sus 25,07 km² de área y 2001 habitantes (2011), la única forma de llegar es por Funchal. Se ubica detrás de Estrecho de Cámara de Lobos, dividida por la Montaña. Sus principales actividades son el turismo y la agricultura.

## Etimología
En el principio de su colonización fue apenas un corral (curral en portugués) donde se escondían monjas durante la guerra contra Francia. También fue llamado así por la cantidad de pastores y agricultores que lo habitaban.

## Además
Este territorio perteneció históricamente a Funchal. Actualmente alberga una gran cantidad de turismo a pesar de no disponer de hoteles, posadas ni pensiones. La población es muy religiosa.

## Galería de imágenes

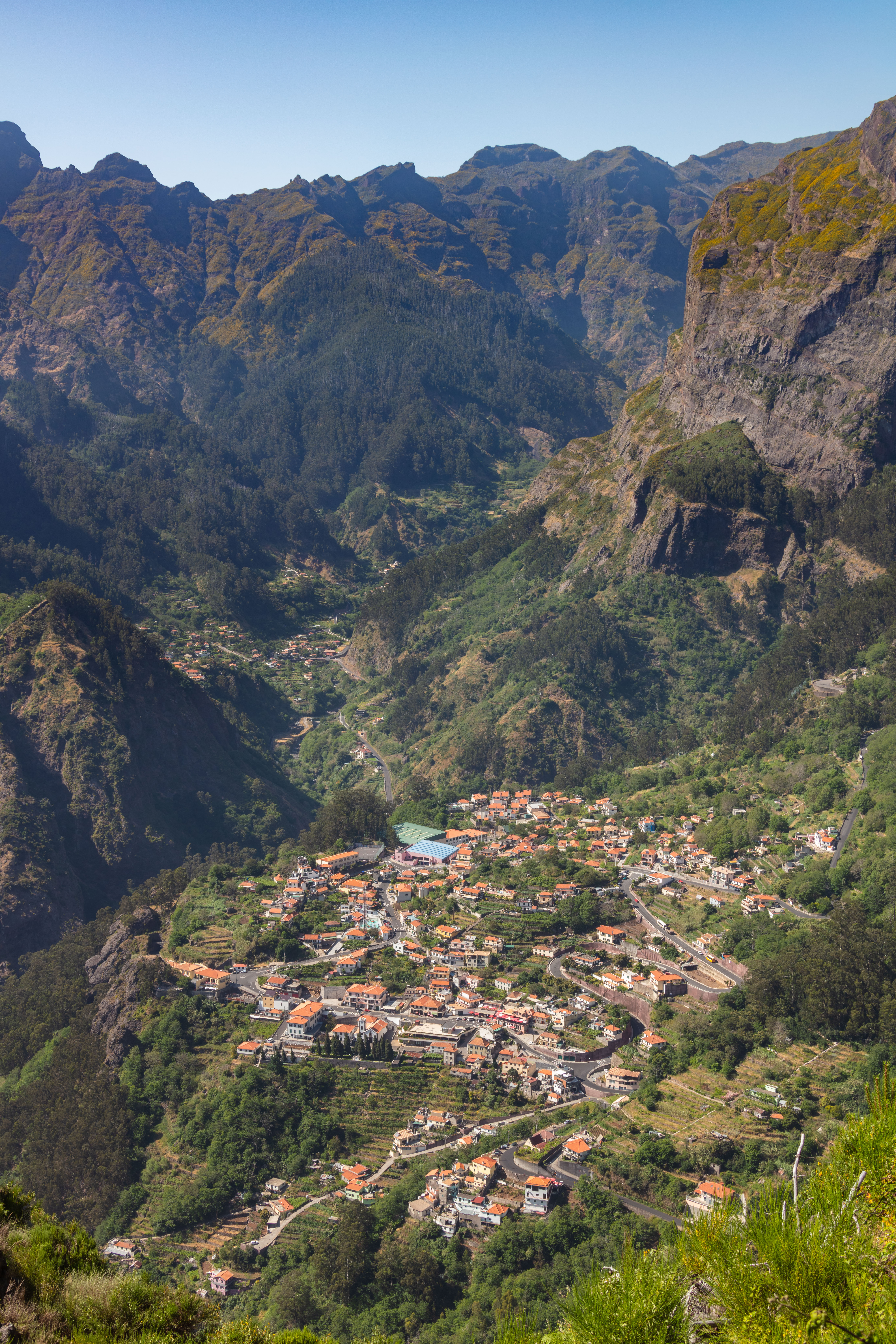
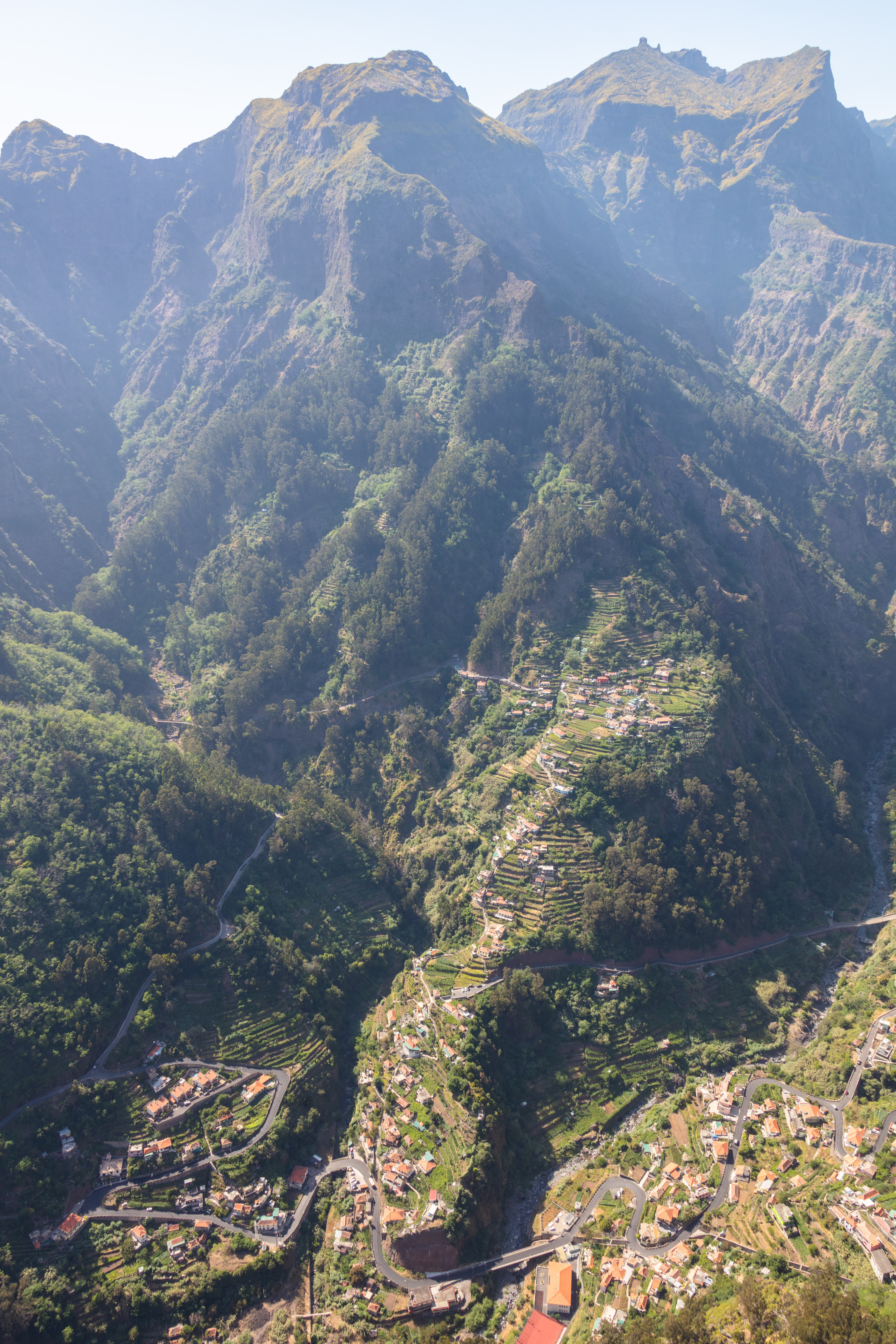
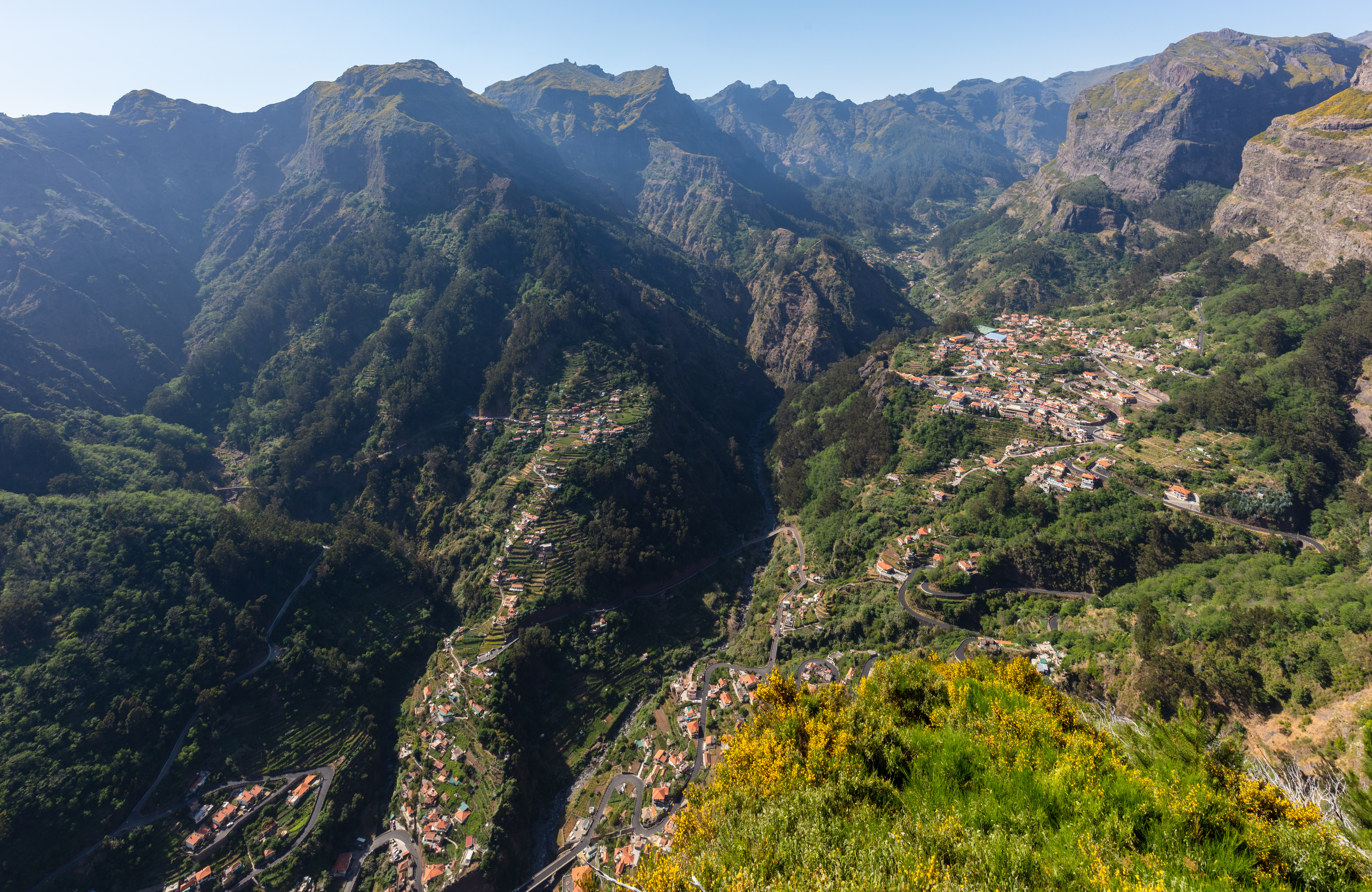
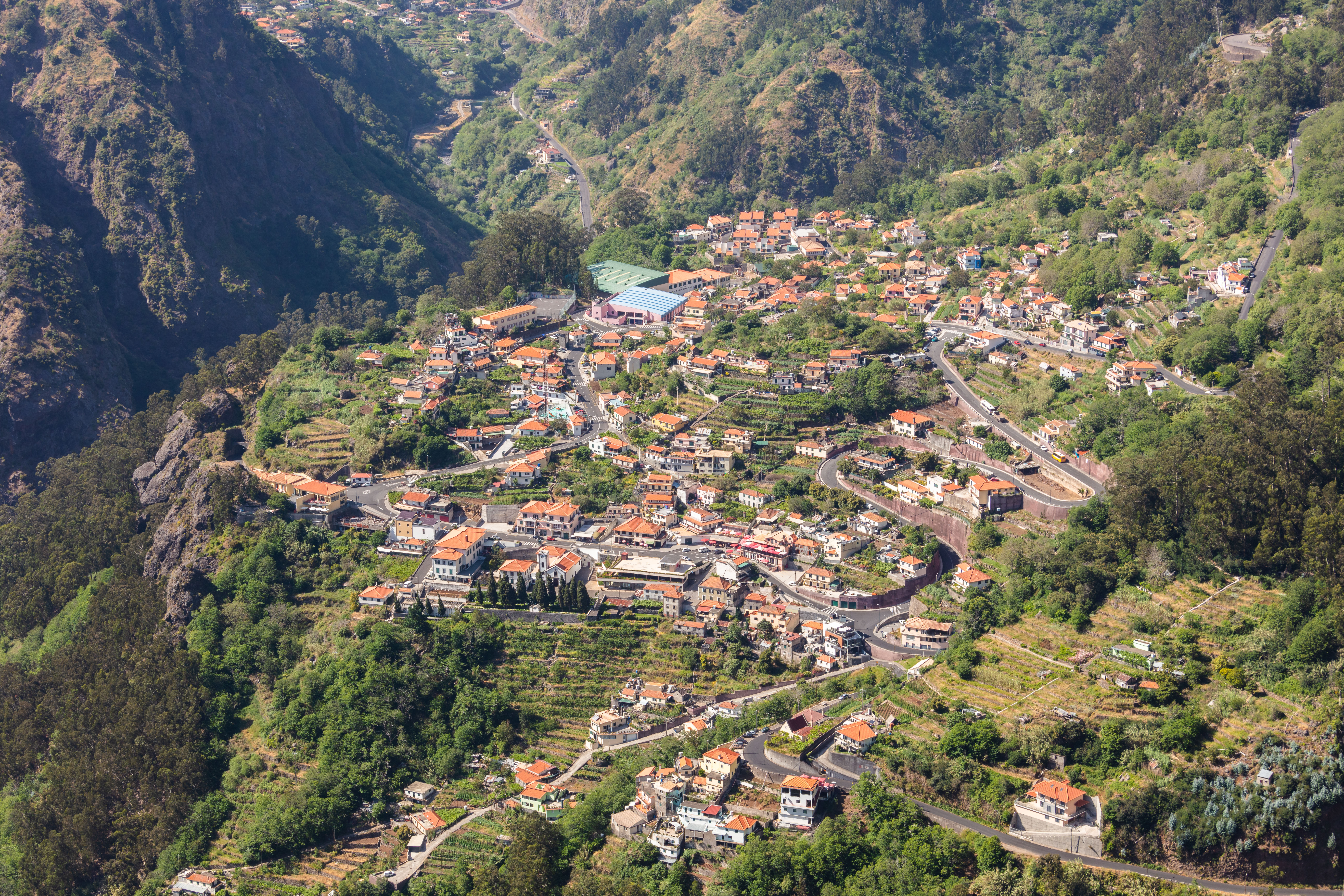
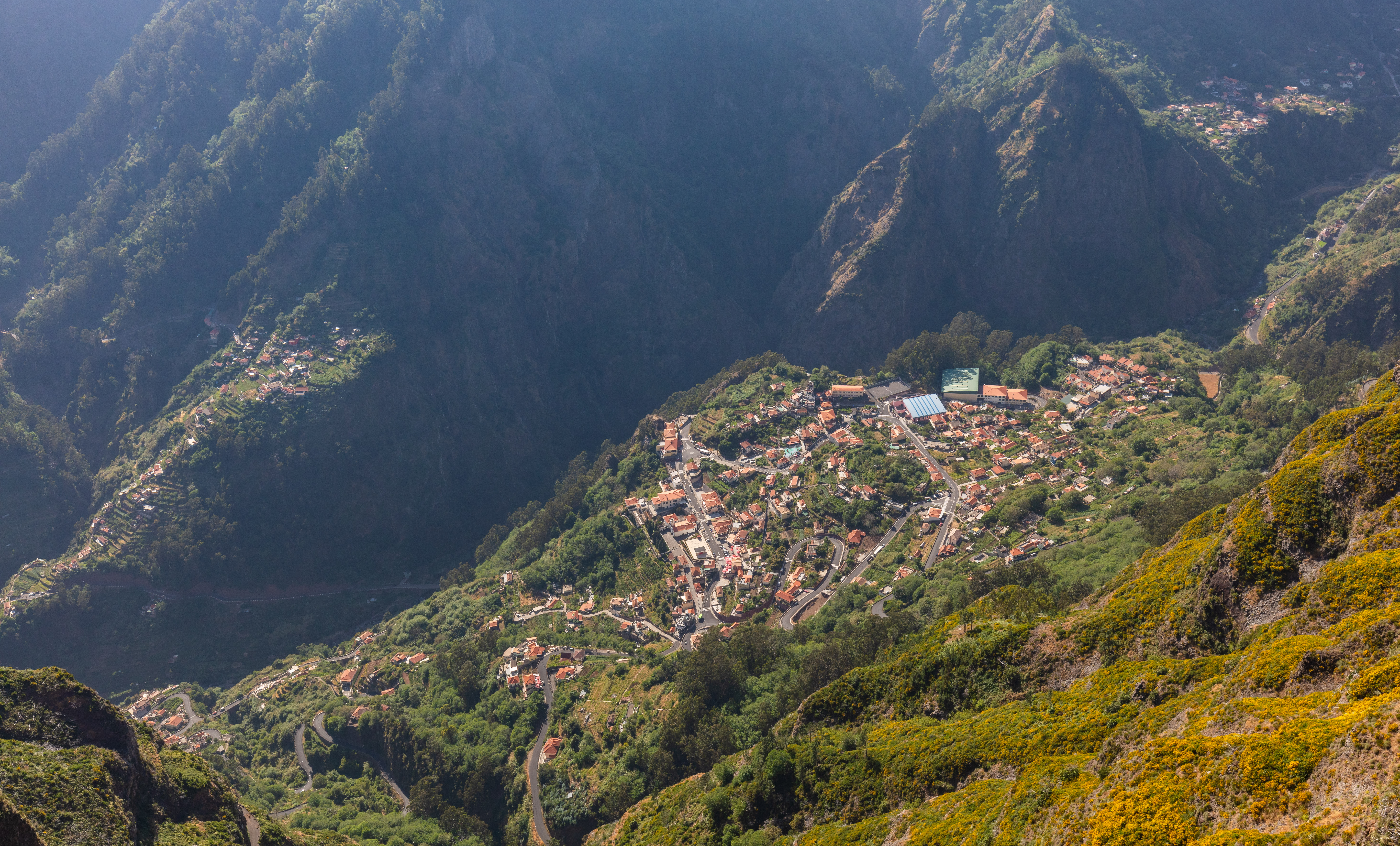
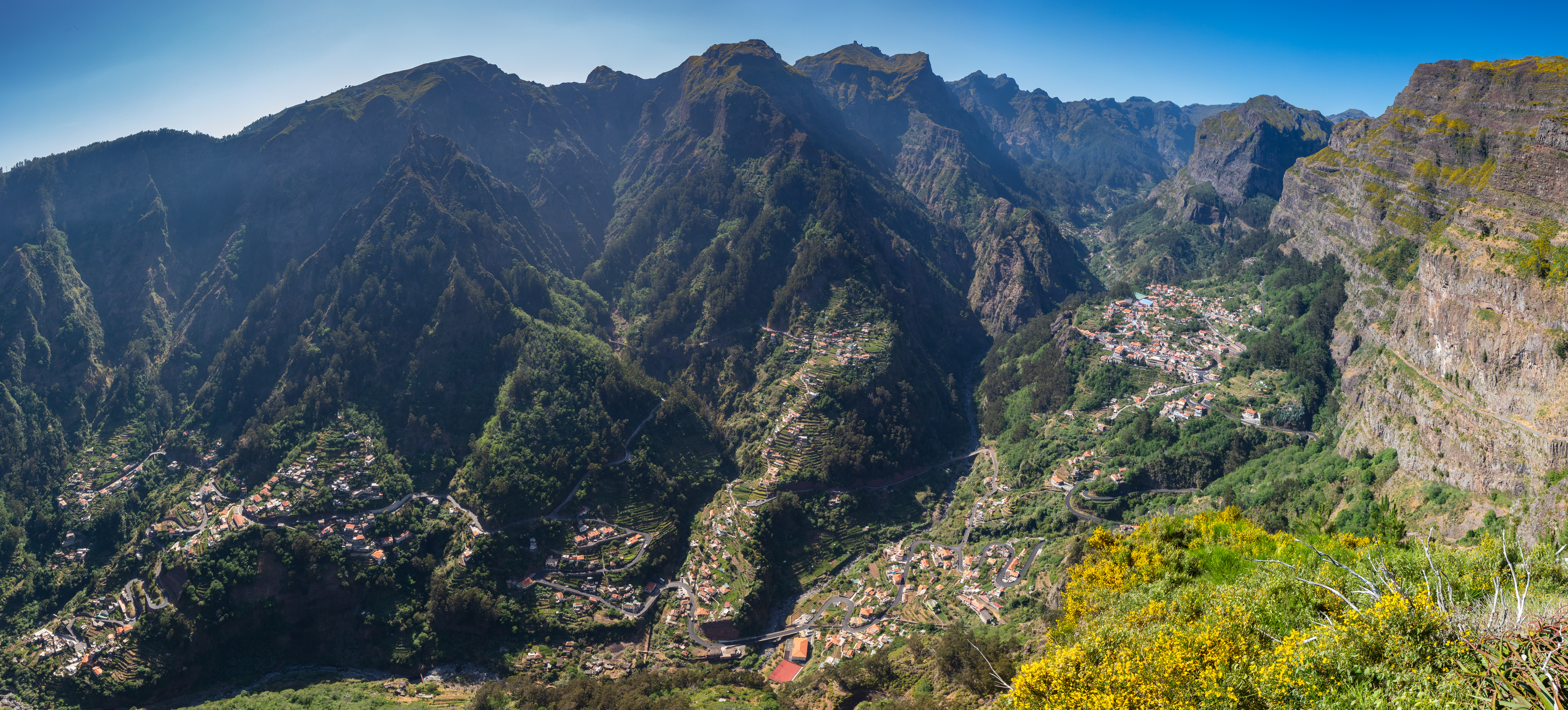

- Datos: Q602368
- Multimedia: Curral das Freiras / Q602368

1. ↑  Worldpostalcodes.org,código postal n.º 9030-319.